# 井岗镇
井岗镇，是中华人民共和国安徽省合肥市蜀山区下辖的一个乡镇级行政单位。

## 行政区划
井岗镇下辖以下地区：
蜀山社区、十里店社区、十里庙社区、卫楼社区、半岛社区、兴民社区、十八岗村、蜀山经济开发区社区、科学岛社区、邓店村和山湖社区居委会。